# 阻卜
阻卜，亦寫作阻䪁、朮不姑、朮孛，一說也記為臭泊，歷史上指黠戛斯退出鄂爾渾河、土拉河流域後，由留居當地的部分回鶻汗國後裔组成的部族。阻卜族群生活於遼金時代戈壁沙漠以北地區。有學者認為「阻卜」一詞可能是契丹語對「左」部草原民族的統稱，也可能在古蒙古语之中有草原 、 溪流与善射之意 。漢學家牟復禮認為其可能為匈奴須卜氏後裔。

## 与契丹帝国的关系

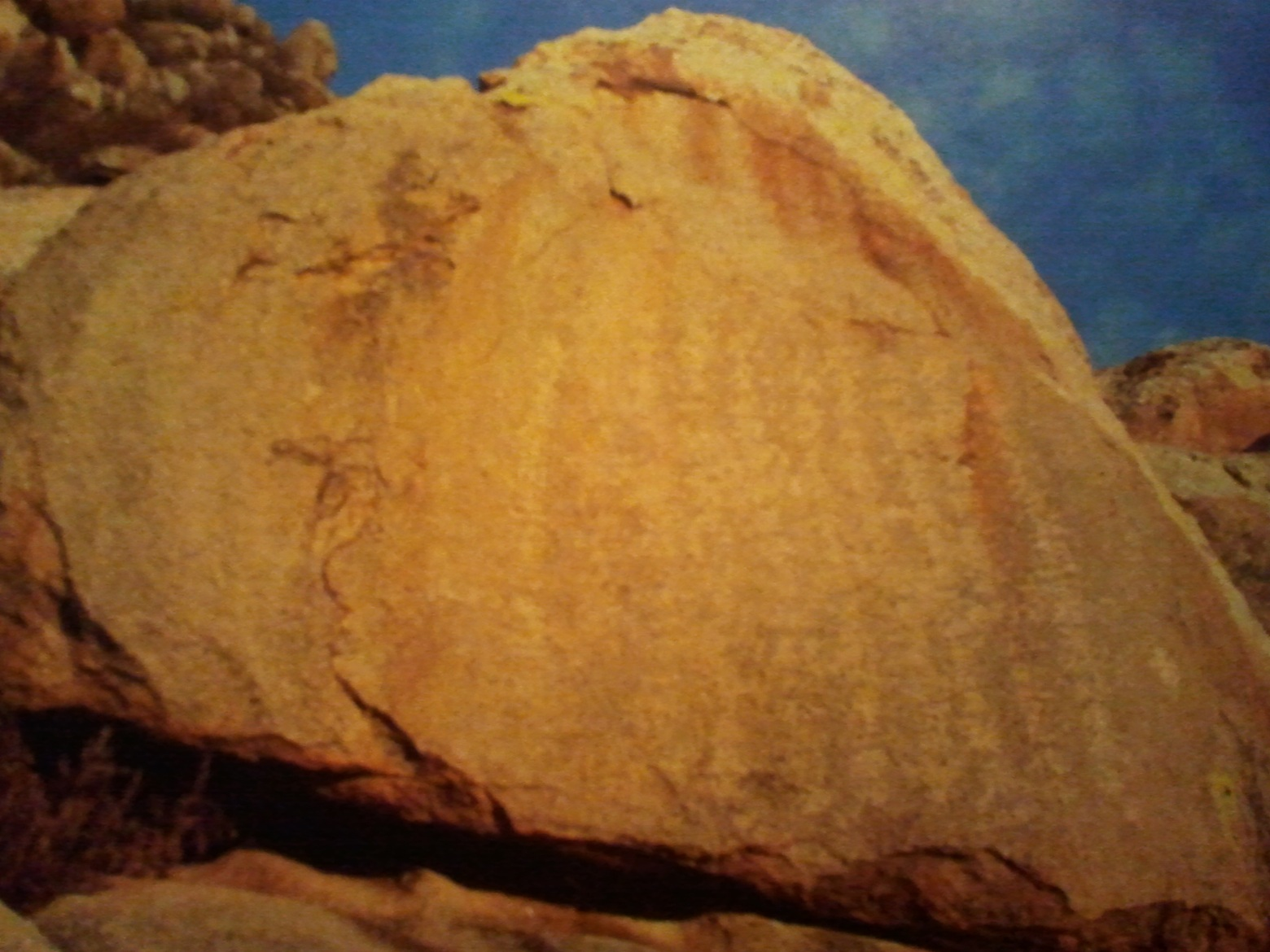
金明昌七年（1196年）完顏襄討伐北「朮孛」後所立九峰石壁紀功碑

阻卜在924年第一次向契丹人纳贡。耶律阿保機926年发兵平定他们，之后被编入阻卜國大王府。在1026年因契丹強逼進貢他们再次反抗。在1090年阻卜再次反抗，這次持续很久，直到1100年阻卜叛乱平定，酋长磨古斯（王汗的祖父马尔忽思）被擒回辽上京才结束，阻卜因而一蹶不起，演化为后来克烈，塔塔儿与札剌亦儿诸部。
蒙古國青陶勒盖古城在遼代有阻卜、契丹、漢、渤海等族群聚居。